# Kana Kitahara
Kana Kitahara (北原 佳奈, Kitahara Kana, Fujieda, 17 december 1988) is een Japans voetbalster die als verdediger speelt bij Mynavi Vegalta Sendai.

## Carrière

### Clubcarrière
Kitahara begon haar carrière in 2011 bij Albirex Niigata. In vijf jaar speelde zij er 93 competitiewedstrijden. Ze tekende in 2016 bij Mynavi Vegalta Sendai.

### Interlandcarrière
Kitahara maakte op 22 september 2013 haar debuut in het Japans vrouwenvoetbalelftal tijdens een vriendschappelijke wedstrijd tegen Nigeria. Zij nam met het Japans elftal deel aan de Aziatische Spelen 2014 en Japan behaalde zilver op de Aziatische Spelen. Zij nam met het Japans elftal deel aan de wereldkampioenschappen vrouwenvoetbal in 2015. Japan behaalde zilver op de wereldkampioenschappen. Ze heeft negen interlands voor het Japanse elftal gespeeld.

## Statistieken
| Japans vrouwenvoetbalelftal | Japans vrouwenvoetbalelftal | Japans vrouwenvoetbalelftal |
| Jaar                        | Wed.                        | Dlp.                        |
| --------------------------- | --------------------------- | --------------------------- |
| 2013                        | 1                           | 0                           |
| 2014                        | 6                           | 0                           |
| 2015                        | 2                           | 0                           |
| Totaal                      | 9                           | 0                           |